# پارک اینوکاشیرا
پارک اینوکاشیرا (به ژاپنی: 井の頭恩賜公園  Inokashira Park) یکی از پارک‌های واقع در منطقهٔ موساشینو در منطقه تامای توکیو پایتخت ژاپن است. این پارک ۳۸ هکتار مساحت دارد و در کنار رود شیندا واقع شده‌است. پارک اینوکاشیا یکی از پارک‌های معروف توکیو جهت دیدن ساکورا یا هانامی بشمار می‌رود. در داخل پارک یک دریاچهٔ باریک و دراز وجود دارد

## رسیدن به پارک
- جی آر، خط چوئو-هونسن، ایستگاه کیچیجوجی (吉祥寺駅 Kichijōji)
- شرکت راه آهن کیئو، خط کیئو اینوکاشیرا، ایستگاه کیچیجوجی (吉祥寺駅 Kichijōji)
- شرکت راه آهن کیئو، خط کیئو اینوکاشیرا، ایستگاه پارک اینوکاشیرا (井の頭公園駅)
- در صورت استفاده از ماشین شخصی می‌توان از پارکینگ این پارک استفاده کرد. این پارکینگ برای پارک ۶۰ ماشین جا دارد.

## نگارخانه

شکوفه‌های گیلاس در پارک
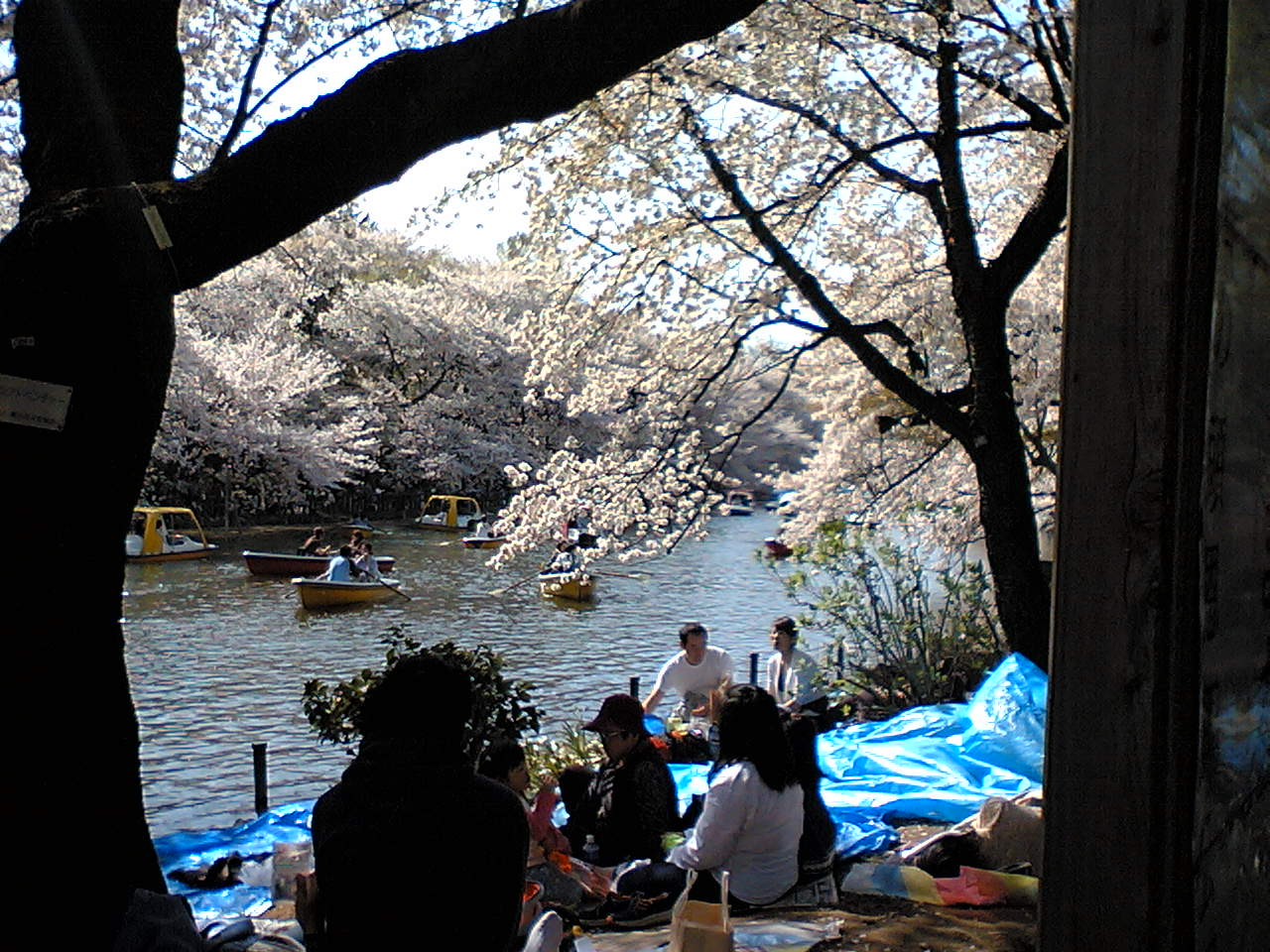
شکوفه‌های گیلاس در پارک

## جستار های وابسته
- باغ گیاه‌شناسی جیندای
- باغ هاماریکیو
- پارک ساروئه